# Ernst Schumacher (Theaterwissenschaftler)

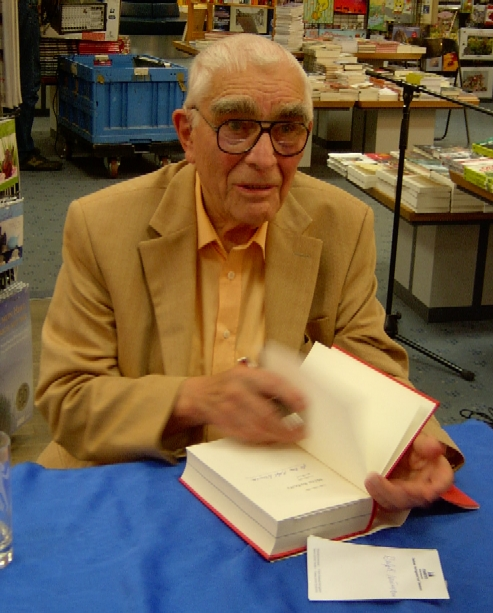
Ernst Schumacher im September 2006

Ernst Schumacher (* 12. September 1921 in Urspring; † 7. Juni 2012 in Schwerin bei Teupitz) war ein deutscher Theaterwissenschaftler und -kritiker.

## Leben
Nach dem Besuch des Humanistischen Gymnasiums Kempten leistete Ernst Schumacher von 1940 bis 1943 Kriegsdienst und wurde an der Ostfront schwer verwundet. Danach studierte er Germanistik und Theaterwissenschaften an der Universität München. Dort lernte er seine erste Ehefrau Rosa Hillebrand (1919–2013) kennen.
Für seine Promotion bat Ernst Schumacher am 7. Juli 1947 Bertolt Brecht in einem Brief um die Überlassung der Exilarbeiten, erhielt jedoch keine Antwort. 1949 lernte Schumacher Brecht in Berlin persönlich kennen. Da er zu dem Thema in München kein Interesse fand, promovierte Ernst Schumacher 1953 an der Universität Leipzig bei Hans Mayer, Ernst Bloch und Ernst Engelberg über Die dramatischen Versuche Bertolt Brechts 1918–1933.
Schumacher war seit 1949 Mitglied der KPD und arbeitete als Südbayern-Korrespondent des Deutschlandsenders der DDR. Aufgrund einer Strafanzeige wegen „nachrichtendienstlicher Agententätigkeit“ saß er im März 1953 in Untersuchungshaft in der Justizvollzugsanstalt Stadelheim; sein in dieser Zeit entstandenes Stadelheimer Tagebuch wurde 2007 veröffentlicht. 1956 interviewte Schumacher während einer Asienreise als erster westlicher Schriftsteller den chinesischen Premier Zhou Enlai und später Hồ Chí Minh in Vietnam.
1962 siedelte Ernst Schumacher in die DDR über und habilitierte sich 1965 an der Karl-Marx-Universität Leipzig. 1969 bis 1986 war Schumacher Leiter des Lehrstuhls Theorie der darstellenden Künste am Institut für Theaterwissenschaft der Humboldt-Universität. Sein bekanntester Student ist Frank Castorf, langjähriger Intendant der Volksbühne in Berlin.
Nach seiner Emeritierung 1987 war Schumacher weiter als Theaterkritiker aktiv und schrieb unter anderem für die Berliner Zeitung und den Freitag.
Nach der friedlichen Revolution in der DDR wurde Ernst Schumacher aus der Berliner Akademie der Künste herausgewählt, was er als tiefe Kränkung empfand. Als Geste der Versöhnung wurde 2003 sein Vorlass in die Bestände der Akademie aufgenommen. Er war Mitglied des PEN-Zentrums Deutschland.

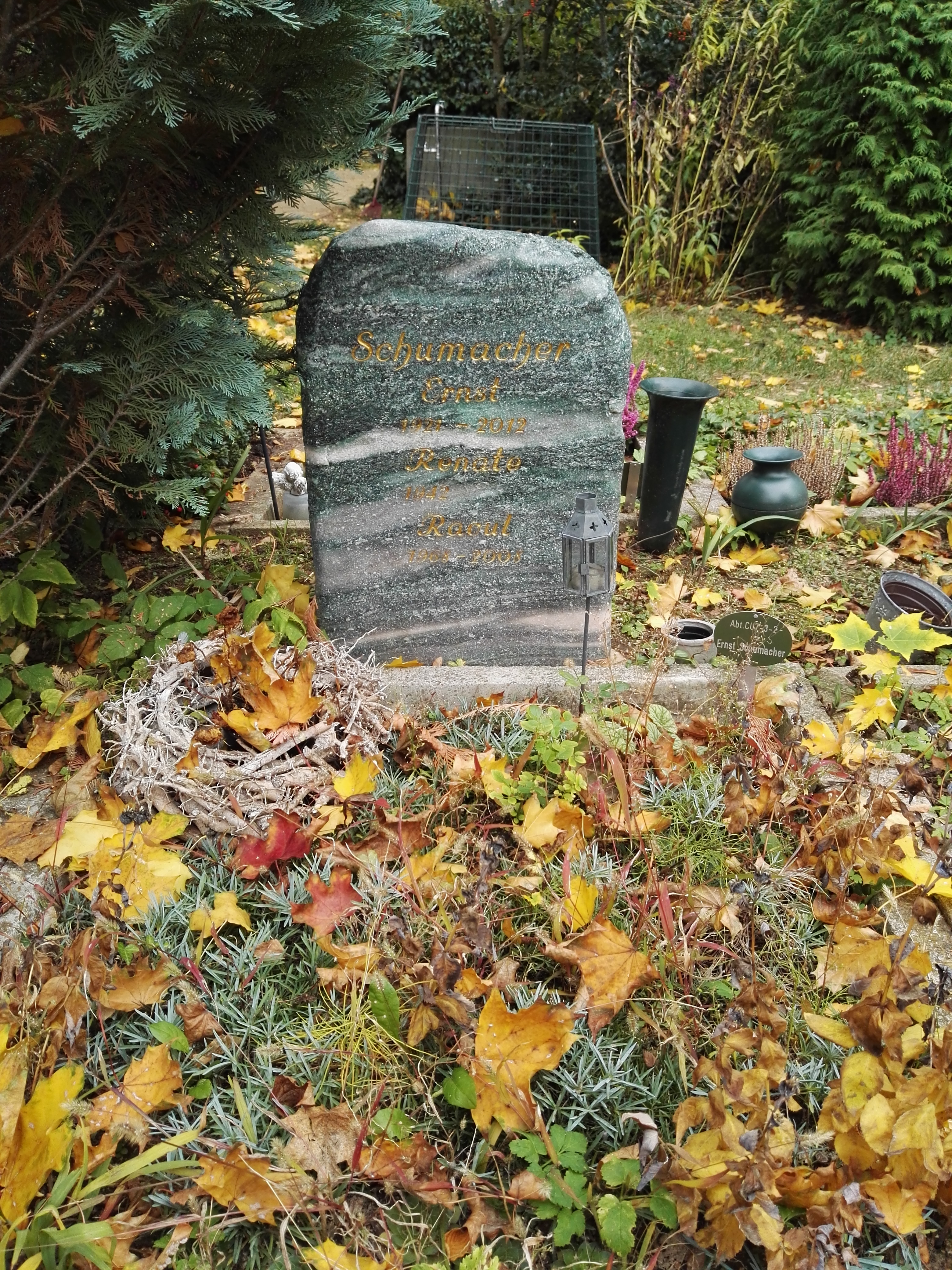
Grabstätte

Er ist auf dem Friedhof der Dorotheenstädtischen und Friedrichswerderschen Gemeinden in Berlin-Mitte bestattet.

## Schriften
- Die dramatischen Versuche Bertolt Brechts 1918–1933. Rütten & Loening, Berlin (Ost) 1955. (Dissertation Universität Leipzig, 1953)
- Theater der Zeit – Zeit des Theaters. Thalia in den Fünfzigern. Dobbeck, München 1960.
- Der Fall Galilei. Das Drama der Wissenschaft. VEB Dt. Verl. d. Wissenschaften, Berlin (Ost) 1964. (Westdeutsche Ausg. Darmstadt: Progress-Verl. Fladung, 1964.)
- Zs. mit Renate Schumacher: Leben Brechts in Wort und Bild. Henschel, Berlin (Ost) 1978. (Die westdt. Ausg. ist bei Suhrkamp erschienen.)
- Mein Brecht. Erinnerungen 1943 bis 1956. Henschel Verlag, Berlin 2006, ISBN 978-3-89487-534-3.
- Michael Schwartz (Hrsg.): Ernst Schumacher – Ein bayerischer Kommunist im doppelten Deutschland. Aufzeichnungen des Brechtforschers und Theaterkritikers in der DDR 1945–1991. Oldenbourg Wissenschaftsverlag, München 2007, ISBN 978-3-486-58361-8.

## Auszeichnungen
- 1971: Goethepreis der Stadt Berlin
- 1975: Vaterländischer Verdienstorden in Bronze
- 1976: Lessing-Preis der DDR
- 1981: Vaterländischer Verdienstorden in Silber
- 1986: Nationalpreis der DDR III. Klasse für Wissenschaft und Technik